# سیارک ۸۱۴۵

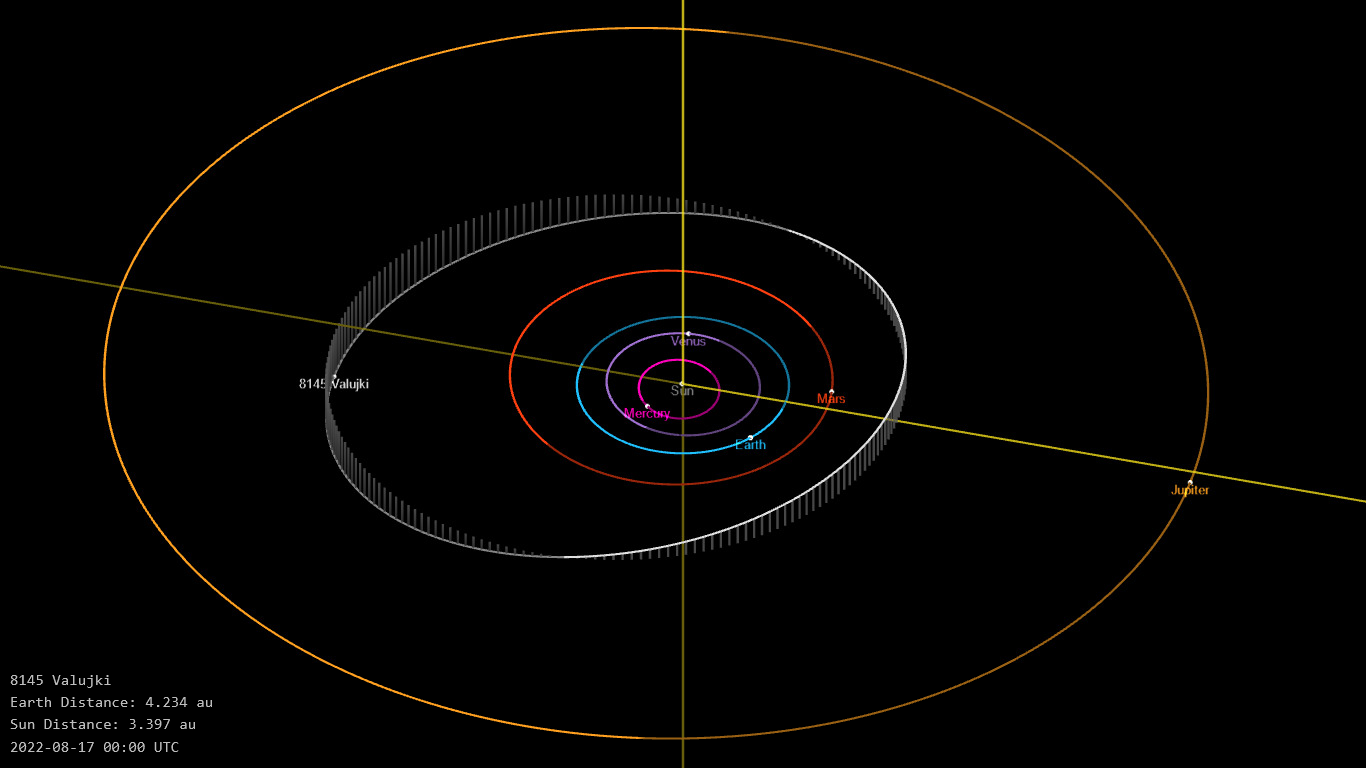
ولوجکی ۸۱۴۵

سیارک ۸۱۴۵ (به انگلیسی: 8145 Valujki، نامگذاری:1983RY4) هشت هزار و صد و چهل و پنجمین سیارک کشف شده‌است که در ۵ سپتامبر ۱۹۸۳ کشف شد.
قدر مطلق سیارک برابر ۱۲٫۴۰ است.